# اچ‌ام‌اس اوریون (۱۸۵۴)
اچ‌ام‌اس اوریون (۱۸۵۴) (به انگلیسی: HMS Orion (1854)) یک کشتی بود که طول آن ۱۹۸ فوت (۶۰ متر) بود. این کشتی در سال ۱۸۵۴ ساخته شد.